# Боаје Сен Жером
Боаје Сен Жером (фр. Boyeux-Saint-Jérôme) насеље је и општина у источној Француској у региону Рона-Алпи, у департману Ен (Рона-Алпи) која припада префектури Нантија.
По подацима из 2011. године у општини је живело 339 становника, а густина насељености је износила 20,01 становника/km². Општина се простире на површини од 16,94 km². Налази се на средњој надморској висини од 540 метара (максималној 900 m, а минималној 329 m).

## Демографија
| 1962. | 1968. | 1975. | 1982. | 1990. | 1999. | 2011. |
| ----- | ----- | ----- | ----- | ----- | ----- | ----- |
| 179   | 225   | 212   | 254   | 241   | 277   | 339   |

График промене броја становника у току последњих година